# Sergej Bondartjuk
Sergej Fjodorovitj Bondartjuk (ryska: Сергей Фёдорович Бондарчук), född 25 september 1920 i Bilozirka, guvernementet Cherson, Ukrainska SSR, död 20 oktober 1994 i Moskva, Ryssland, var en sovjetisk skådespelare, manusförfattare och regissör.

## Biografi
Född i Bilozirka i Ukrainska SSR tillbringade Bondartjuk sin barndom i städerna Yeysk och Taganrog och fick examen i Taganrog skola nummer 4, år 1938. Han fortsatte studierna vid teaterskolan i Rostov-na-Donu (1938–1942). Efter studierna tjänstgjorde han i Röda armén under andra världskriget. Vid 32 års ålder blev han den yngste sovjetiske skådespelaren att få värdigheten Folkets artist i Sovjetunionen.
Bondartjuk debuterade som skådespelare i slutet av 1940-talet och fick internationellt genombrott i Cikadan (1955, ej visad i Sverige), som bygger på en Tjechov-berättelse, och Othello (1955, i Sverige 1961).
Som regissör debuterade han med Ett människoöde (1959) där han också spelade rollen som den hemvändande soldaten.
Enbart som skådespelare medverkade han i Serjoscha - en liten människa (1961) där han gjorde en fin tolkning av den förstående styvfadern, medan han verkade som både skådespelare och regissör i sin mest ambitiösa uppgift - filmatiseringen av Lev Tolstojs Krig och fred (fyra delar 1961–1967, i Sverige nedklippt till två delar, 1967–1968). I denna film visade han sin förmåga att i hollywoodstil måla upp stora bataljscener, något som han fick bruk för också i den internationella samproduktionen Waterloo (1969).
Bondartjuk sista långfilm, hans andra på engelska, var en episk TV-version av Sjolochovs Stilla flyter Don. Den filmades 1992–1993 men hade premiär på Channel One först i november 2006 efter tvister med den italienska samproducenten om ofördelaktiga klausuler i kontraktet.
Bondartjuk avled i en hjärtattack vid 74 års ålder och är begravd på Novodevitjekyrkogården i Moskva.

## Filmografi

### Som skådespelare i urval
- 1948 – Berättelsen om en riktig människa
- 1948 – Det unga gardet
- 1951 – De hårda åren
- 1951 – Riddaren av gyllene stjärnan
- 1955 – Othello
- 1960 – Era notte a Roma
- 1960 – Serjoscha - en liten människa
- 1965 – Krig och fred I: Andrej Bolkonskij
- 1966 – Krig och fred II: Natasja
- 1967 – Krig och fred III: Slaget vid Borodino
- 1967 – Krig och fred IV: Moskva brinner
- 1969 – Slaget vid Neretva
- 1971 – Onkel Vanja
- 1975 – De kämpade för sitt land
- 1978 – Fader Sergej

### Som regissör i urval
- 1959 – Ett människoöde
- 1965 – Krig och fred I: Andrej Bolkonskij
- 1966 – Krig och fred II: Natasja
- 1967 – Krig och fred III: Slaget vid Borodino
- 1967 – Krig och fred IV: Moskva brinner
- 1970 – Waterloo
- 1973 – Den femte offensiven
- 1975 – De kämpade för sitt land
- 1978 – Step
- 1982 – Mexiko i flammor
- 1986 – Boris Godunov
- 2004 – Quiet Flows the Don (Stilla flyter Don)